# Ingrid Resch
Ingrid Resch (* 1. Juni 1936 (Anm.) in Berlin) ist eine deutsche Schauspielerin.

## Leben
Ingrid Resch studierte nach dem Abitur von 1954 bis 1956 Theaterwissenschaft an der Universität München und erhielt von 1956 bis 1958 Schauspielunterricht an der Otto-Falckenberg-Schule. 1958 debütierte sie am Staatstheater Darmstadt. Von 1959 bis 1961 war sie an den Münchner Kammerspielen tätig und von 1961 bis 1962 am Stadttheater Freiburg. Als freischaffende Schauspielerin hatte sie danach Auftritte am Theater im Zoo in Frankfurt, am Schauspielhaus Zürich, Ernst Deutsch Theater in Hamburg, Stadttheater Augsburg, bei den Schwetzinger Festspielen, beim Berliner Theatertreffen sowie auf Tourneen.
1958 gab sie ihr Spielfilmdebüt mit der weiblichen Hauptrolle in Bernhard Wickis Warum sind sie gegen uns?. Resch verkörperte hier eine Tochter aus reichem Hause, deren Eltern ihren Geliebten, einen einfachen Arbeiter (Thomas Braut), nicht akzeptieren. Seit 1960 arbeitete sie häufig für das Fernsehen. In der Fernsehserie Büro, Büro (1982) war sie die Frau Hanisch. 
Sie war die Lebensgefährtin von Pinkas Braun, mit dem sie öfter zusammen in Hörspielen und bei Dichterlesungen auftrat.
Ingrid Resch ist die Mutter des Sängers, Songwriters und Musikers Sebastian Frisch.

## Filmografie (Auswahl)
- 1958: Warum sind sie gegen uns?
- 1961: In seinem Garten liebt Don Perlimplin Belisa
- 1962: Der Kronanwalt
- 1963: Der arme Bitos… oder Das Diner der Köpfe
- 1965: Intermezzo
- 1966: Die venezianische Tür
- 1967: Drei Jahre
- 1968: Sherlock Holmes – Das Beryll Diadem
- 1969: Ich bin ein Elefant, Madame
- 1969: Goldene Städte
- 1969: Rotmord
- 1970: Die seltsamen Methoden des Franz Josef Wanninger – Der teure Gatte
- 1970: Die lieben Freunde
- 1971: Mitten in der Nacht
- 1971: Kolibri
- 1972: Butler Parker (Fernsehserie)
- 1972: Wir 13 sind 17 (Fernsehserie)
- 1974: Telerop 2009 – Es ist noch was zu retten (Fernsehserie)
- 1977: Tatort – Wer andern eine Grube gräbt … (Fernsehreihe)
- 1979: Jauche und Levkojen (Fernsehserie)
- 1982: Ein Stück Himmel (Fernsehserie)
- 1982: Büro, Büro (Fernsehserie)
- 1984: Blaubart
- 1984: Don Carlos
- 2004: Die Unsterblichen
- 2005–2010: Die Rosenheim-Cops
  - 2005: Der Preußenschreck
  - 2010: Ruhe in Frieden
- 2008: Das Geheimnis des Königssees
- 2011: Hubert und Staller (Tod aus der Schnabeltasse)
- 2012: Notruf Hafenkante (Trau, schau, wem)
- 2019: Hubert ohne Staller (Nonnenlos)
- 2021: Geliefert
- 2024: Querschuss